# Kawayan
Kawayan è una municipalità di quinta classe delle Filippine, situata nella Provincia di Biliran, nella Regione del Visayas Orientale.
Kawayan è formata da 20 baranggay:
- Baganito
- Balacson
- Balite
- Bilwang
- Bulalacao
- Burabod
- Buyo
- Inasuyan
- Kansanok
- Mada-o
- Mapuyo
- Masagaosao
- Masagongsong
- Poblacion
- San Lorenzo
- Tabunan North
- Tubig Guinoo
- Tucdao
- Ungale
- Villa Cornejo (Looc)

Kawayan ha competenza amministrativa sulle piccole isole di Tagasipol, Tagnucan, Genuroan e Tingcasan, quest'ultima l'unica abitata.